# フッ素テロマーアルコール

8:2 フッ素テロマーアルコール

フッ素テロマーアルコール （略称:FTOHs）はCF3(CF2)nCH2CH2OHの構造を持つ重合体。
防汚、撥油、撥水剤の製造に使用される。

## 概要
命名法はフッ化炭素の数によって決められる。例えばC8F17CH2CH2OHの場合は8:2フッ素テロマーアルコールと呼ばれる。
合成法は以下の通り
ペルフルオロアルキルヨウ化物（CF3(CF2)nI）にエチレンを付加させる。
エチレンを付加させた後、ヨウ素を水酸基に置換する。
フッ素テロマーアルコールは分解が進むと、PFOA等のペルフルオロアルキルカルボン酸になる。またマウスに8:2FTOHsを長期に摂取させると、8:2FTOHsが代謝されて生じたPFOAが肝臓や血清から検出される。

## 安全性
揮発性があり空気中で広く検出されている。 6:2FTOHsと8:2FTOHsはエストロゲン様作用がある。